# Neophya rutherfordi
Neophya rutherfordi är en trollsländeart som beskrevs av Mclachlan in Selys 1881. Neophya rutherfordi ingår i släktet Neophya och familjen skimmertrollsländor. IUCN kategoriserar arten globalt som livskraftig. Inga underarter finns listade i Catalogue of Life.